# Sainte-Foy-de-Longas

Sainte-Foy-de-Longas este o comună în departamentul Dordogne din sud-vestul Franței. În 2009 avea o populație de 236 de locuitori.

## Evoluția populației
| An        | 1975 | 1982 | 1990 | 1999 | 2006 | 2009 |
| --------- | ---- | ---- | ---- | ---- | ---- | ---- |
| Populație | 241  | 259  | 250  | 249  | 245  | 236  |